# Произход на турците
Въпросът за произхода на турците от много време е спорен и дискусионен между учените. През последните години в помощ на разрешаването му се присъединява генетиката.

## Произход
От историята е известно, че територията на Анатолия (Анадола) е сравнително гъсто заселена още от бронзовата епоха, а т.нар бронзов колапс е предизвикан от нашествието на юг на анатолийски народи, както и че Древен Рим е оснаван от бежанци от Троя, водени от Еней.
По оценки по времето на „втория териториален разцвет“ на Византийската империя през 11 век населението на анатолийските провинции на империята (в общи линии припокриващи се с територията на днешна Турция) възлиза на около 12 милиона.
Пак по разчети след битката при Манцикерт през 12 и 13 век в Анатолия се заселват приблизително 1 милион огузи. Въпросите за генофонда, генокода и степента на антропологичното въздействие на огузите върху завареното население на Мала Азия съставено от византийци, произхождащи от гърци, кюрди, арменци, грузинци, асирийци и др. са били, и са предмет на няколко специализирани изследвания в миналото и днес.
Тези проучвания стигат в последно време до заключението, че съвременните турци не са основно с произход от Централна Азия, а са наследници предимно на турцизирано местно население и потомци на преселници от Балканите, като босненци, албанци, помаци и от Близкия изток и Кавказ, като араби, персийци, чеченци, черкези и др.

### Генетика
Според Чинниоглу и други учени , много Y-ДНК хаплогрупи присъстват в Турция. Мажоритарните са споделени с останалите народи от региона и Европа, а западноазиатските и централноазиатските хаплогрупи N и Q са по-редки. За разлика от това имаме от 5,7% до 36% гъстота на хаплогрупите K, R1a, R1b и L, които рядко се срещат в Централна Азия, но се откриват и при много други западнотюркски групи. Имаме още хаплогрупи от Индия – H, R2 – 1,5% и Африка – A, E3 *, E3a – 1%.
Процентите по хаплогрупи се разпределят така:
- J2 = 24% – J2 (M172) Характерна за западните средиземноморски популации.
- R1b = 14,7% Широко разпространена в Западна Евразия, с обособени западноазиатски и западноевропейски родословия.
- G = 10,9% – Типична за хората от Кавказ и в по-малка степен за Близкия изток, Балканите и Средиземномирието.
- E3B-M35 = 10,7% (E3b1-M78 и E3b3-M123 за всички представители на Е – пробата, освен една – единствена E3b2-M81 хромозома). E-M78 се открива често, и е характерна за северната и източната част на Африка и Западна Азия, а E-M123 се намира, както в Африка, така и в Евразия.
- J1 = 9% – Типична сред хората от Арабския полуостров и Дагестан (вариращи от 3% при турците около Кония и до 12% при кюрдите).
- R1a = 6,9% – Обща в различни популации от Централна Азия, Индия и Източна Европа.
- I = 5,3% – Обща хаплогрупа за Балканите и Източна Европа, вероятно представяща вторична обратна миграция към Анадола.
- K = 4,5% – Характерна за населението на Азия и кавказките народи.
- L = 4,2% – Типична за индийския субконтинент и хорасанските популации. Намирана е спорадично в Близкия изток и Кавказ.
- N = 3,8% – Типична за уралските, сибирските и алтайски популации.
- T = 2,5% – Типична за средиземноморските, близкоизточните, североизточните африкански популации и Южна Азия.
- Q = 1,9% – Типична за северните алтайски популации. [4]

### Турците в българската книжнина
Името на турците се появява в българската книжнина едва през втората половина на XVIII век, т.е. с началото на Възраждането условно определяно със съставянето на „История славянобългарска“ (1760/62 г.).
Дотогава, за означение на мюсюлманите в империята от българите са използвани определенията „агаряни“ и „измаилтяни“, което ще рече че османските мюсюлмани са алегорично чада на библейската Агар, робиня на Авраам, и техния син Исмаил. В този книжовен и исторически контекст се поставя и въпроса за произхода на османците, т.е. не на членовете на управляващата империята османска династия, а на първите османски воини тръгнали от Сьогют. Най-сериозните изследователи по темата Арнолд Тойнби и Стивън Рънсиман виждат техните корени в окончателно отритнатата от Палеолозите и приела исляма като, стара военно-поземлена византийска аристокрация от Мала Азия.